# Bruant de Socotra
Emberiza socotrana
Espèce
Statut de conservation UICN

 NT  : Quasi menacé
Le Bruant de Socotra (Emberiza socotrana) est une espèce de passereau appartenant à la famille des Emberizidae.

## Répartition et habitat
Il est endémique à l'île de Socotra au Yémen.
Il vit dans les régions montagneuses entre 500 et 1 200 m d'altitude. Il préfère les falaises et les rochers aux alentours des sommets de granite. Les plantes dominantes sont les buissons Hypericum et Cocculus. On le trouve aussi dans les prairies de montagnes.
Il est menacé par la perte de son habitat.